# Erica canaliculata
Erica canaliculata là một loài thực vật có hoa trong họ Thạch nam. Loài này được Andrews mô tả khoa học đầu tiên năm 1809.

## Hình ảnh

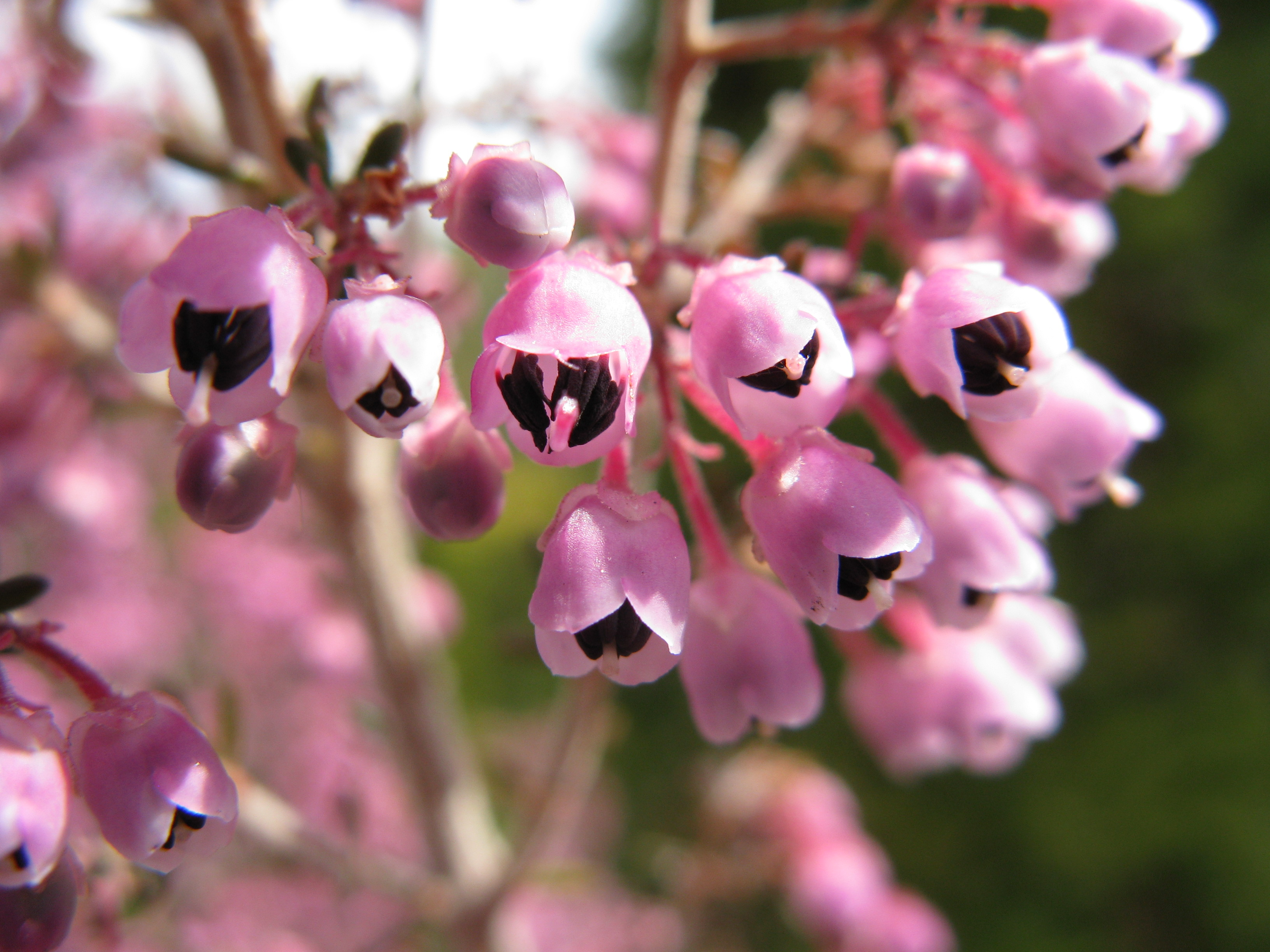
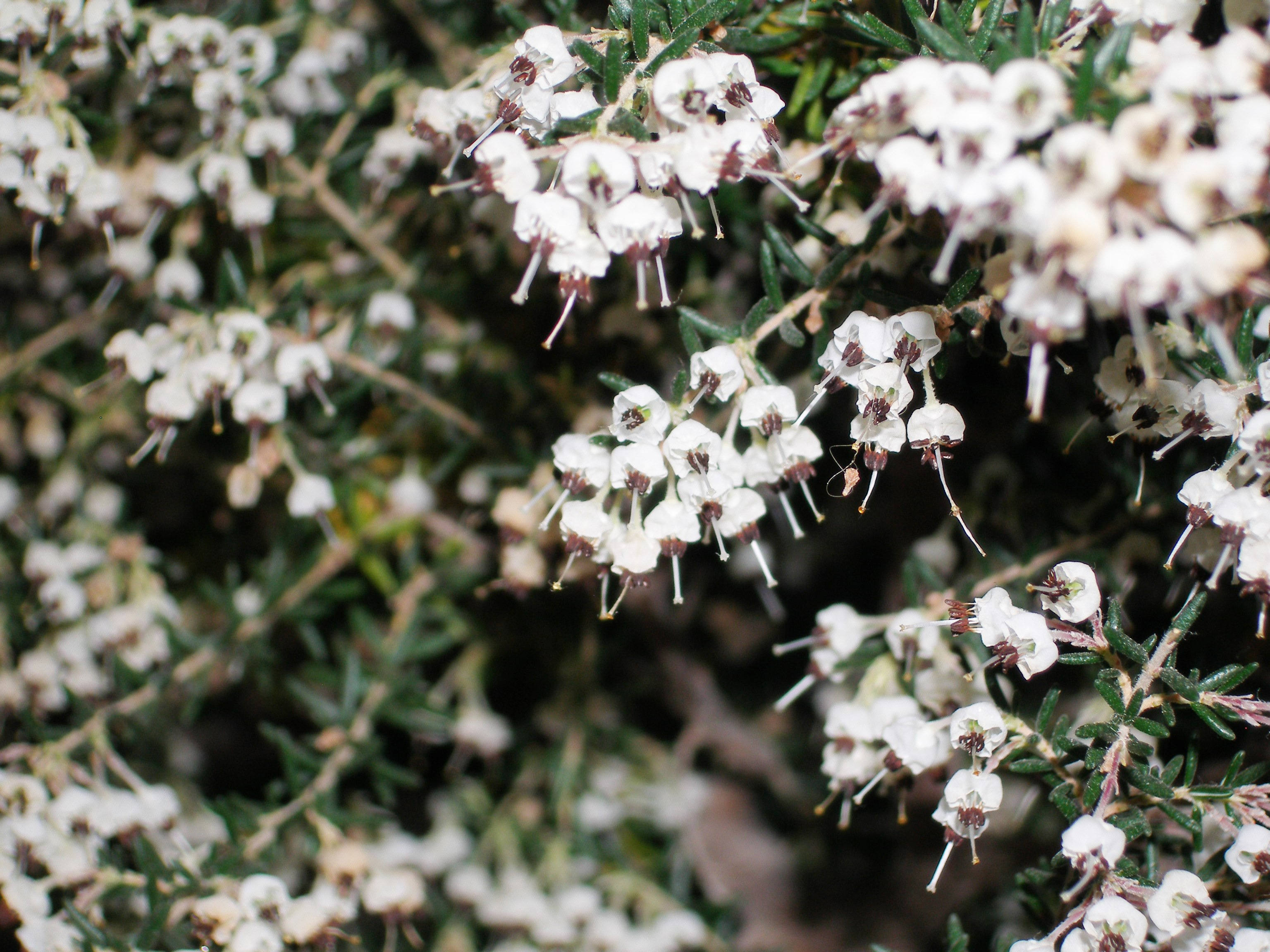
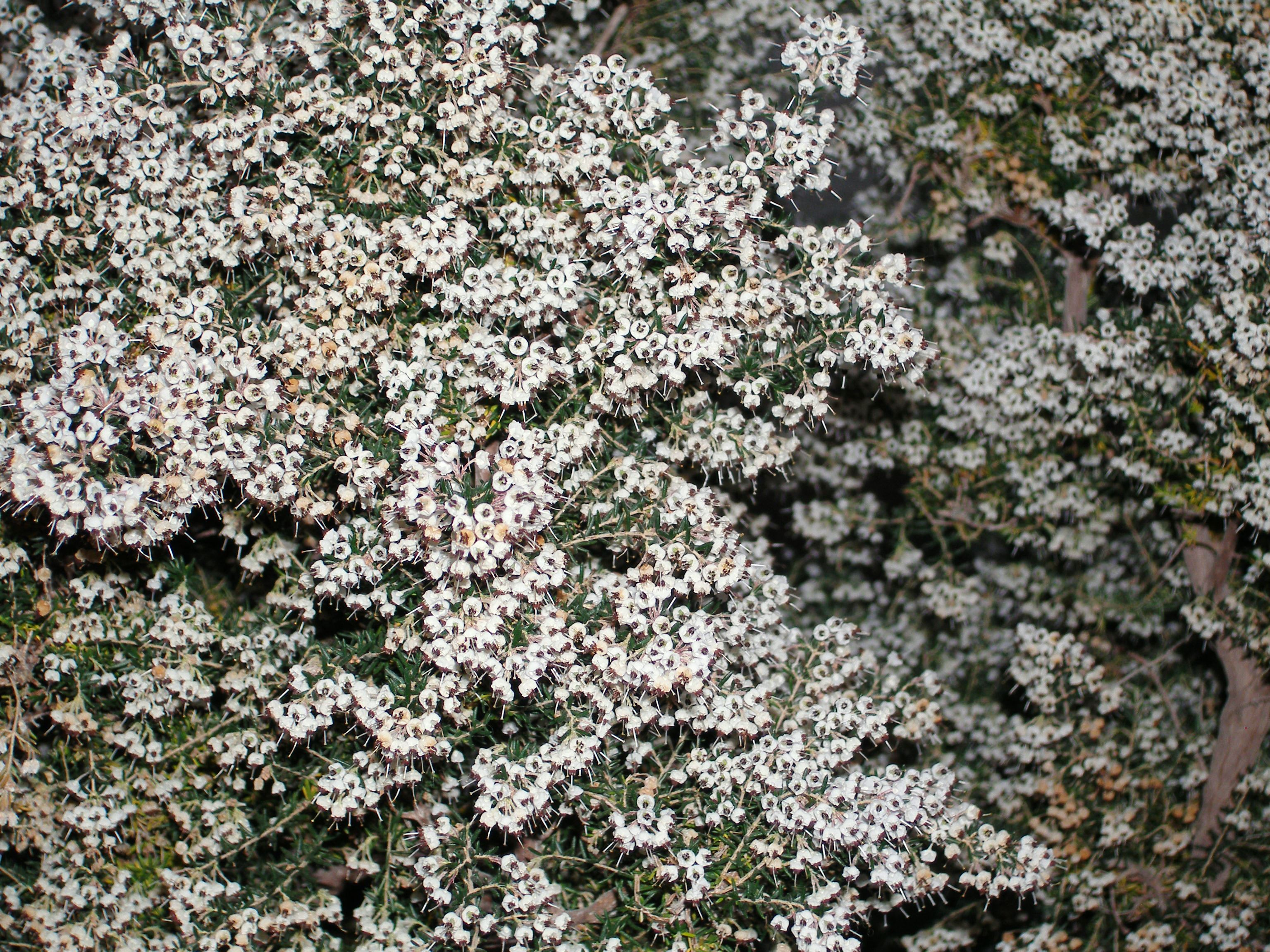
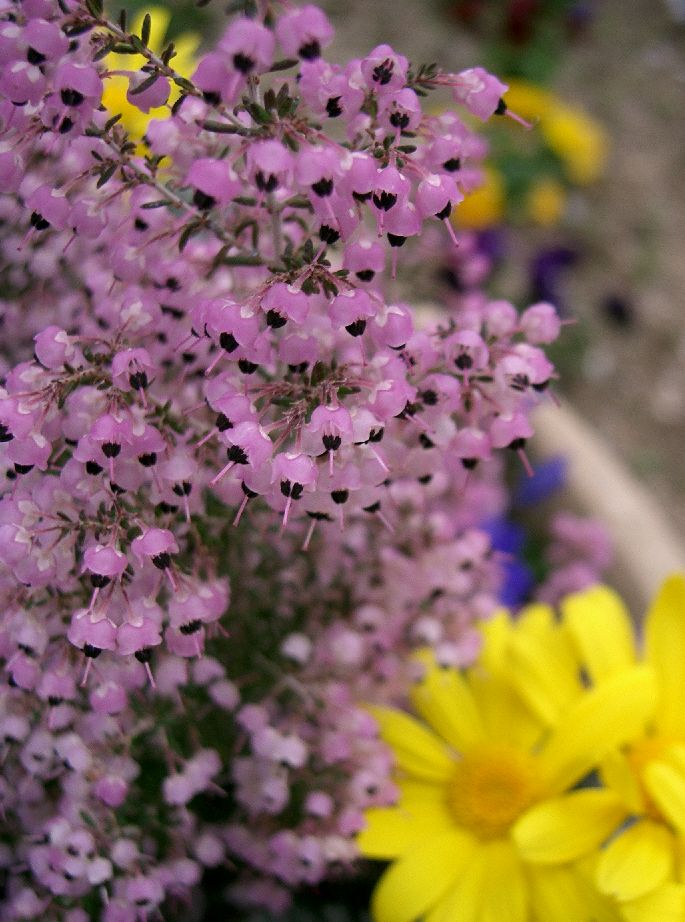